# Palaemnema azupizui
Palaemnema azupizui – gatunek ważki z rodziny Platystictidae. Występuje na terenie Ameryki Południowej.